# Imbagedo
Imbagedo is een stuwmeer in de Inderta woreda van Tigray in Ethiopië. De aarden dam werd gebouwd in 1998 door SAERT.

## Eigenschappen van de dam
- Hoogte: 20 meter
- Lengte: 328 meter
- Breedte van de overloop: 20 meter

## Capaciteit
- Oorspronkelijke capaciteit: 1 776 278 m³
- Ruimte voor sedimentopslag: 360 000 m³
- Oppervlakte: 36 hectare

In 2002, werd de levensverwachting (de periode tot opvulling met sediment) van het stuwmeer geschat op 24 jaar.

## Irrigatie
- Gepland irrigatiegebied: 80 ha

## Omgeving
Het stroomgebied van het reservoir is 12,4 km² groot. Het reservoir ondergaat snelle sedimentafzetting.  Een deel van het water gaat verloren door insijpeling; een positief neveneffect hiervan is dat dit bijdraagt tot het grondwaterpeil.